# Bantam (Ilhas Cocos)
Bantam é a maior povoação das Ilhas Cocos que pertencem a Austrália.